# Весёлый (Сосковский район)
Весёлый — поселок в Сосковском районе Орловской области России.
Входит в состав Алмазовского сельского поселения.

## География
Расположен юго-восточнее посёлка Зарёвка и юго-западнее деревни Слободка Богдановского сельского поселения Урицкого района. Восточнее посёлка проходит автомобильная дорога, западнее — река Зарев.
В посёлке имеется одна улица — Лесная.

## Население
| 2010 |
| ---- |
| 0    |